# 瀬下敬忠
瀬下 敬忠（せじも のぶただ、宝永6年（1709年） - 寛政元年6月4日（1789年6月26日））は、江戸時代の地方史家、俳人。幼名は猪之助、通称は園右衛門。号は玉芝、鶴巣、子信、南軒、極月楼、樵路庵など多数。『四鄰譚藪』の吉沢好謙、『信濃奇勝録』の井出道貞とともに、佐久の三大郷土史家と並び称される。俳諧の他にも、和歌、書画、謡曲、蹴鞠などの諸芸に通ずる。

## 生涯
信濃国佐久郡野沢村生まれ。岩村田藩御用達や村役人を勤め郷士身分となった瀬下敬豊の三男。父から立羽不角流の俳諧の薫陶を受けるが、それに飽き足らず、元文4年（1734年）に江戸に出て五色墨派の俳人・松木珪琳に師事した後に帰郷した。同5年（1735年）に岩村田藩に仕官し、宝暦3年（1753年）に致仕した。安永7年（1778年）に小県郡祢津に隠居し、「極月楼」と名付けた庵を結んだ。
著作は数十に上るが、殊に生涯をかけて信濃の地理・歴史などの研究に打ち込み、宝暦3年（1753年）にその集大成となる『千曲之真砂』を著した。俳人としては俳文集『鶴巣反古枕』を書き残した。また諸国歴訪の紀行文も多く残し、『諏訪紀行』『塩田の道草』『大和之道芝』などが広く知られている。その他『こよみぐさ』『長春随津』『極月楼記』などがある。